# پیچرنو
پیچرنو (به ایتالیایی: Picerno) یک شهر و کومونه در ایتالیا است که در استان پوتنزا در ناحیهٔ باسیلیکاتا واقع شده‌است.
پیچرنو ۷۸ کیلومتر مربع مساحت و ۶٬۱۰۹ نفر جمعیت دارد و ۷۲۱ متر بالاتر از سطح دریا واقع شده‌است.